# دبليو إو. ميتشيل
دبليو إو. ميتشيل (بالإنجليزية: W. O. Mitchell)‏ (و. 1914 – 1998 م) هو روائي كندي، ولد في ويبرن، توفي في كالغاري، عن عمر يناهز 84 عاماً، بسبب سرطان البروستاتا.

## التعليم
تعلم في جامعة ألبرتا.

## جوائز
حصل على جوائز منها:
- ضابط وسام كندا.

## روابط خارجية
- دبليو إو. ميتشيل على موقع IMDb (الإنجليزية)
- دبليو إو. ميتشيل على موقع الموسوعة البريطانية (الإنجليزية)
- دبليو إو. ميتشيل على موقع ميوزك برينز (الإنجليزية)
- دبليو إو. ميتشيل على موقع قاعدة بيانات الفيلم (الإنجليزية)